# Vale do Rio Doce
La Vale do Rio Doce (in italiano: Valle del Rio Doce) è una mesoregione del Minas Gerais in Brasile.  È composta da 102 municipalità, distribuite in sette microregioni.
La città più popolosa è Governador Valadares (263 594 abitanti), seguita da Ipatinga (239.177 abitanti).

## Microregioni
È suddivisa in 7 microregioni:
- Aimorés
- Caratinga
- Governador Valadares
- Guanhães
- Ipatinga
- Mantena
- Peçanha